# Edzard Grefe
Mattheus Edzard Grefe, ook wel Matthias Grefe, (Groningen, 14 augustus 1829 – Sneek, 16 oktober 1888) was een Nederlands componist en dirigent.
Hij was zoon van de van oorsprong Duitse muzikant/kapelmeester van het "achtste regiment infantie in garnizoen" Ernst Heinrich Grefe en Maria Helena Cadovius. Opa Hermann Ernst Grefe was ook al trompettist. Edzard Greve trouwde met Susanna Johanna Daum. Zoon George Christiaan Grefe (1863-1936) ging ook de muziek in, speelde cello, schreef al in 1877 een Baniermars (uitgeverij Flach), maar was voornamelijk luitenant-kolonel en was enige tijd secretaris-penningmeester van de "Volksbond tegen drankmisbruik". Die zoon speelde ooit samen met Alphons Diepenbrock (altviool). 
Edzard Grefe kreeg zijn eerste muzieklessen van zijn vader. Hij kreeg muzieklessen op viool, cello, piano en orgel. Daarna volgde docenten Peter Wedemeijer, Van Boom en J.A. van Eijken. Hij werd vervolgens muziekmeester en soms ook organist in Buren, Tiel, Geldermalsen en/of Sommelsdijk. In 1868 werd hij tot kapelmeester van de Deventerse schutterij benoemd, maar gaf toen ook les in die Hanzestad. In 1873 trok hij door naar Goes voor de directie van Vereeniging Volharding en in 1875 werd hij officier-kapelmeester van de Sneekse schutterij. Naast die werkzaamheden zat hij in diverse jury’s tijdens muziekwedstrijden. Ten tijde van overlijden was hij hoofd der stedelijke muziek- en zangschool alsmede officier-directeur der stedelijke schutterij.
Hij schreef tevens een aantal werken:
- Cerevisia Charité (fantaisie voor piano)
- Reinier Claasen’s heldendood van Helmers, voor orkest of piano met declamatie
- Willem Willemsz., een ouverture
- Immortellenkrans, begrafenismars bij de dood van koningin Sofia
- Jubeltonen (1874)
- De Zeeuwsche Leeuw (mars)
- Eduard III voor Calais op tekst van A.J. de Bull, voor declamatie en orkest
- Cantates Holland en Het kerje
- Ave Maria Abendfeier in Venedig (vrouwenkoor)
- Waar zijn toch onze negelen
- Te wapen (te vinden in het NMM)
- Gymnastieklied, Olympius-mars
- De Nederlandse driekleur
- La palme d’honneur ouverture, een verplicht werk voor een wedstrijd te Nijmegen
- Landbouw feestmars (1877, ter gelegenheid van zelveren feest der Friesche Maatschappij van Landbouw)
- Admiraalsmarsch (ter gelegenheid van de benoeming van J.J.A.h> Clignet tot admiraal van de Sneker zeilvloot)
- Prins Alexander-marsch verscheen op compact disc[1]